# Zagórze (Kłobuck)
Zagórze – integralna część miasta Kłobucka, mająca charakter dzielnicy mieszkaniowej i przemysłowej. Teren historycznej lokacji Zagórza podzielony jest pomiędzy osiedla numer 1 (Północ) i 8 (Stare Zagórze), stanowiące jednostki pomocnicze Urzędu Miasta i Gminy Kłobuck.
Zagórze powstało na początku XIV wieku jako wieś folwarczna i do 1922 roku stanowiło samodzielną miejscowość.

## Historia
W 1796 r. właścicielem dóbr ziemskich Zagórza został Christian von Haugwitz, szef ministrów Prus. Jego siedzibą został wybudowany w latach 1795–1800 pałac w Zagórzu. Kolejnym właścicielem został Benedykt Lemański. Jego spadkobiercy sprzedali te tereny hrabiemu Guido Hencklowi von Donnersmarckowi, który ze sporym zyskiem w 1891 roku sprzedał dobra carowi Aleksandrowi III. W 1894 r. zmarł car Aleksander III i cały majątek przejął car Mikołaj II. Na mocy rozkazu cara Mikołaja II w dniu 17 czerwca 1899 roku dobra otrzymał jego brat Michał Aleksandrowicz. Odwiedził on pałac i swoje dobra pod koniec września 1900 r..
Do końca 1922 roku wieś w gminie Kamyk. 1 stycznia 1923 włączone do Kłobucka.
W 1929 r. rozpoczęto budowę destylarni żywicy, która przemysłową produkcję zapoczątkowała w 1933 r..
W 1970 r. przy ulicy Zamkowej otwarto Zespół Szkół nr 1, jedną z największych szkół średnich w powiecie kłobuckim. Działalność rozpoczęło także przedsiębiorstwo ERG Kłobuck, zajmujące się przetwórstwem tworzyw sztucznych.
17 sierpnia 1988 r. powołano w dzielnicy parafię Najświętszego Ciała i Krwi Chrystusa. W latach 1989–1999 wybudowany został kościół parafialny pod tym samym wezwaniem.